# Наталівка (Хрестівська сільська громада)
Ната́лівка — село в Україні, у Хрестівській сільській громаді Каховського району Херсонської області. Населення становить 102 осіб. 24 лютого 2022 року село тимчасово окуповане російськими військами під час російсько-української війни.

## Населення
Згідно з переписом УРСР 1989 року чисельність наявного населення села становила 126 осіб, з яких 55 чоловіків та 71 жінка.
За переписом населення України 2001 року в селі мешкали 102 особи.

### Мова
Розподіл населення за рідною мовою за даними перепису 2001 року:
| Мова       | Відсоток |
| ---------- | -------- |
| українська | 86,27 %  |
| російська  | 1,96 %   |
| інші       | 11,77 %  |